# Agía Galíni
Agía Galíni, en grec moderne : Αγία Γαλήνη, est un village côtier du dème d'Ágios Vasílios, de l'ancienne municipalité de Lámpi, dans le district régional de Réthymnon, en Crète, en Grèce. Selon le recensement de 2011, la population d'Agía Galíni compte 632 habitants. Le village est situé en bordure de la mer de Libye, à une distance de 68 km de Réthymnon.

## Source de la traduction
- (el) Cet article est partiellement ou en totalité issu de l’article de Wikipédia en grec moderne intitulé « Αγία Γαλήνη Ρεθύμνου » (voir la liste des auteurs).